# Bixi
Bixi (v reklamních materiálech občas psáno BIXI) je systém sdílení kol, který funguje od května 2009 v kanadském Montrealu.
Při zahájení provozu bylo k disposici 3000 jízdních kol na 300 stanovištích, později v létě byl systém rozšířen na 5000 kol na 400 stanovištích. K miliónté jízdě došlo 26. října 2009.

## Popis systému

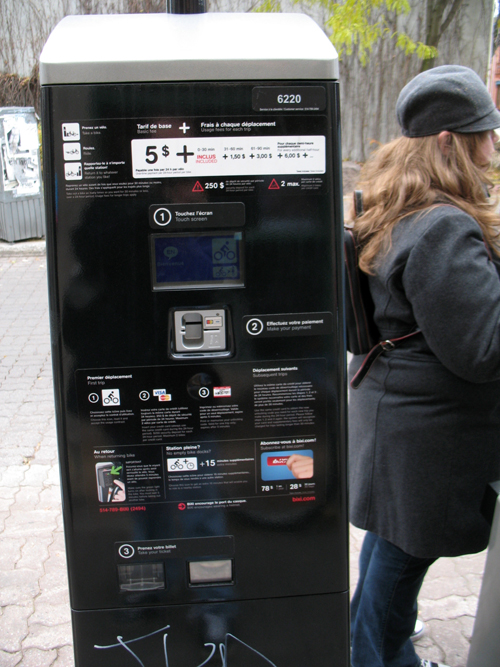
Automat na stanovišti

Stanoviště se skládá z platebního automatu a z jednotlivých stojanů s koly. Stanoviště jsou modulární a mohou být instalována, rozšířena, konfigurována či zrušena během půl hodiny. Elektřina pro provoz automatu je získávána solárními panely.

## Jízdné
Systém mohou používat pouze předplatitelé, předplatné je 5 dolarů na den, 28 na měsíc a 78 na rok. Pro předplatitele je vždy první půlhodina jízdy zdarma, takových jízd může provést kolik chce. Druhá půlhodina stojí dolar a půl, další tři dolary navíc a každá další šest dolarů navíc. Smyslem zvyšujících se sazeb je udržet kola v oběhu.